# Karl Laabs
Karl Laabs (* 30. Januar 1896 in Münden (Hann. Münden); † 4. März 1979 in Reinhardshagen) war ein deutscher Architekt, Baubeamter und Widerstandskämpfer gegen die nationalsozialistische Gewaltherrschaft. Für die Rettung von über hundert Juden vor der sicheren Ermordung im KZ Auschwitz erhielt der ehemalige Feldwebel der Luftwaffe 1980 posthum die Auszeichnung als „Gerechter unter den Völkern“.

## Leben
Laabs war der älteste Sohn eines Lokomotivführers und absolvierte nach der Mittleren Reife zunächst eine Lehre zum Maurer und Steinmetz. Er schloss sich der Wandervogelbewegung an und nahm von 1914 bis 1918 am Ersten Weltkrieg teil. Später erwarb er an der Baugewerkschule Kassel den Abschluss als Baumeister. Eine 1924 geschlossene Ehe mit einer Lehrerin ging 1930 trotz dreier gemeinsamer Kinder in die Brüche. Laabs zog daraufhin nach Frankfurt am Main, um dort mit einem Stipendium der SPD Volkswirtschaft und Sozialwissenschaften zu studieren und Gewerbelehrer zu werden, was ihm 1933 jedoch die Nationalsozialisten aufgrund seiner antifaschistischen Haltung verweigerten. Dennoch konnte er in seiner Heimat Hann. Münden Leiter des Bauamts werden. 1934 heiratete er eine Bekannte aus der Wandervogelbewegung, Auguste Wallbach. Als begeisterter Sportflieger war er auch als Segelfluglehrer tätig. 
Seine SPD- und Gewerkschaftsmitgliedschaften holten Laabs Ende 1935 wiederum ein und er verlor sowohl die Stelle als Bauamtsleiter als auch als Fluglehrer. Bis 1939 arbeitete er als selbstständiger Architekt. Nach Kriegsausbruch wurde er zur Luftwaffe eingezogen. Ab Oktober 1939 diente er in der Bauleitung in Hörnum (Sylt).
1941 wurde Laabs als Kreisbaurat im annektierten Oberschlesien dienstverpflichtet. Seine Frau und vier Kinder folgten ihm zum Dienstort im Landkreis Krenau (bis 1939 und ab 1945 Powiat Chrzanowski). Rasch erlangte Laabs dort Kenntnis über das Vorgehen der örtlichen Gestapo, die den Arbeitseinsatz und die Deportationen von Juden ins benachbarte Vernichtungslager Auschwitz organisierte. Um zumindest einige Menschen retten zu können, erwarb er einen landwirtschaftlichen Betrieb und forderte jüdische Arbeitskräfte dafür an, die er mit Arbeitsausweisen versah und dadurch vor der unmittelbaren Ermordung schützte. Wenn Transporte in Vernichtungslager angesetzt waren, versteckte er auch andere Juden auf dem Anwesen, das er mit Fluchtwegen und Geheimzugängen ausstattete. Dort versorgte er sie mit Nahrung, Kleidung und Geld für die weitere Flucht. Trotz aller Vorsicht zog Laabs das Misstrauen der Gestapo auf sich und stand 1943 kurz vor der Festnahme. 
Durch die Rückkehr in den Militärdienst konnte er dem Druck entgehen. Auch als Soldat war er weiter für die Rettung jüdischen Lebens aktiv und gab sich dafür nach außen als regimetreu. Seine größte und zugleich kühnste Rettungstat führte er im Februar 1943 durch: In seiner Feldwebel-Uniform sammelte er rund 100 polnische Juden, um sie angeblich in das nahegelegene KZ Auschwitz zu überstellen. Als Laabs von einem Polizisten misstrauisch nach seinem Auftrag befragt wurde, erwiderte er geistesgegenwärtig in authentisch schroffem Ton: „Ich habe keine Zeit, mit Ihnen hier rumzuquatschen. Heil Hitler!“ Zur Steigerung seiner Glaubwürdigkeit schnauzte er seine „Gefangenen“ zudem immer wieder an, den Mund zu halten. Er brachte sie jedoch nicht ins Lager, sondern auf sein Anwesen, von wo aus er sie mit zwei Lastwagen von bestochenen Fahrern ins heute tschechische Myslovice bringen ließ. Anfang 1945 wurde er mit Frau und inzwischen vier Kindern kurz vor Ankunft der Roten Armee zum nordhessischen Fliegerhorst Rothwesten versetzt.
Bei der Entnazifizierung wurde er 1949 als Entlasteter eingestuft. Zunächst fasste er wirtschaftlich als Prokurist bei einem Kasseler Wohnungsbauunternehmen wieder Fuß. Ab 1951 bis zur Pensionierung 1960 war er Stadtbaurat in Frankfurt am Main.

## Würdigung
1972 verlieh man Laabs das Bundesverdienstkreuz 1. Klasse.
Im Jahr 1980, ein Jahr nach seinem Tod, wurde er postum von der israelischen Holocaust-Gedenkstätte Yad Vashem mit dem Titel Gerechter unter den Völkern ausgezeichnet. 1983 pflanzten seine Angehörigen dort zu seinen Ehren einen Baum auf der Allee der Gerechten.
Mit Unterzeichnung des Tagesbefehls vom 26. März 2021 ordnete der Inspekteur der Luftwaffe, Generalleutnant Ingo Gerhartz, die Benennung des Lehrgebäudes der Unteroffizierschule der Luftwaffe in Appen als Feldwebel-Laabs-Zentrum an. Entsprechend dem modernen Traditionsverständnis der Bundeswehr ist Laabs Biografie Teil der politisch-historischen Bildung angehender Unteroffiziere.